# جونستون سيتي
جونستون سيتي (إلينوي) (بالإنجليزية: Johnston City, Illinois)‏ هي مدينة تقع في الولايات المتحدة في إلينوي. يقدر عدد سكانها بـ 3,557 نسمة .

## التركيبة السكانية
حدّد مكتب تعداد الولايات المتحدة بيانات التركيبة السكانية لجونستون سيتي في تعداد الولايات المتحدة. في ما يلي، التركيبة السكانية حسب تعدادي 2000 و2010.

### تعداد عام 2000
بلغ عدد سكان جونستون سيتي 3,557 نسمة بحسب تعداد عام 2000، وبلغ عدد الأسر 1,560 أسرة وعدد العائلات 1,011 عائلة مقيمة في المدينة. في حين سجلت الكثافة السكانية 631.8 نسمة لكل كيلومتر مربع (1,636.4/ميل2). وبلغ عدد الوحدات السكنية 1,745 وحدة بمتوسط كثافة قدره 309.9 لكل كيلومتر مربع (802.6/ميل2).
وتوزع التركيب العرقي للمدينة بنسبة 99.07% من البيض و0.11% من الأمريكيين الأفارقة و0.14% من الأمريكيين الأصليين و0.06% من الأمريكيين ذوي الأصول الآسيوية و0.08% من الأعراق الأخرى و0.53% من عرقين مختلطين أو أكثر و1.07% من الهسبانيون أو اللاتينيون من أي عرق.
بلغ عدد الأسر 1,560 أسرة كانت نسبة 30.4% منها لديها أطفال تحت سن الثامنة عشر تعيش معهم، وبلغت نسبة الأزواج القاطنين مع بعضهم البعض 47.8% من أصل المجموع الكلي للأسر، ونسبة 13.5% من الأسر كان لديها معيلات من الإناث دون وجود شريك،  بينما كانت نسبة 3.5% من الأسر لديها معيلون من الذكور دون وجود شريكة وكانت نسبة 35.2% من غير العائلات. تألفت نسبة 31.8% من أصل جميع الأسر من عدة أفراد يعيشون في نفس المنزل ونسبة 17.4% كانت تتألف من شخص يعيش بمفرده يبلغ من العمر 65 عاماً أو أكثر. وبلغ متوسط حجم الأسرة المعيشية 2.28، أما متوسط حجم العائلات فبلغ 2.86.
بلغ العمر الوسطي للسكان 39.0 عاماً. وكانت نسبة 22.8% من القاطنين تحت سن الثامنة عشر، وكانت نسبة 7.9% بين الثامنة عشر والرابعة والعشرين عاماً، ونسبة 27.1% كانت واقعةً في الفئة العمرية ما بين الخامسة والعشرين والرابعة والأربعين عاماً، ونسبة 23.5% كانت ما بين الخامسة والأربعين والرابعة والستين، ونسبة 18.7% كانت ضمن فئة الخامسة والستين عاماً فما فوق. يوجد لكل 100 أنثى 85.5 ذكر، ويوجد لكل 100 أنثى في الثامنة عشر من عمرها فما فوق 81.1 ذكر.
بلغ متوسط دخل الأسرة في المدينة 25,143 دولارًا، أما متوسط دخل العائلة فبلغ 32,363 دولارًا. وكان متوسط دخل الذكور 30,038 دولارًا مقابل 16,853 دولارًا للإناث. وسجل دخل الفرد الخاص بالمدينة 12,764 دولارًا. وكانت نسبة 19.6% من العائلات ونسبة 22.5% من السكان تحت خط الفقر، وكان من هؤلاء نسبة 26.9% تحت سن الثامنة عشر ونسبة 17.1% في الخامسة والستين من العمر وما فوق.

### تعداد عام 2010
بلغ عدد سكان جونستون سيتي 3,543 نسمة بحسب تعداد عام 2010، وبلغ عدد الأسر 1,508 أسرة وعدد العائلات 971 عائلة مقيمة في المدينة. في حين سجلت الكثافة السكانية 629.3 نسمة لكل كيلومتر مربع (1,629.9/ميل2). وبلغ عدد الوحدات السكنية 1,696 وحدة بمتوسط كثافة قدره 301.2 لكل كيلومتر مربع (780.1/ميل2).
وتوزع التركيب العرقي للمدينة بنسبة 97.06% من البيض و0.62% من الأمريكيين الأفارقة و0.45% من الأمريكيين الأصليين و0.20% من الأمريكيين ذوي الأصول الآسيوية و0.28% من الأعراق الأخرى و1.38% من عرقين مختلطين أو أكثر و1.04% من الهسبانيون أو اللاتينيون من أي عرق.
بلغ عدد الأسر 1,508 أسرة كانت نسبة 31.8% منها لديها أطفال تحت سن الثامنة عشر تعيش معهم، وبلغت نسبة الأزواج القاطنين مع بعضهم البعض 42.2% من أصل المجموع الكلي للأسر، ونسبة 15.5% من الأسر كان لديها معيلات من الإناث دون وجود شريك،  بينما كانت نسبة 6.6% من الأسر لديها معيلون من الذكور دون وجود شريكة وكانت نسبة 35.6% من غير العائلات. تألفت نسبة 30.8% من أصل جميع الأسر من عدة أفراد يعيشون في نفس المنزل ونسبة 14.7% كانت تتألف من شخص يعيش بمفرده يبلغ من العمر 65 عاماً أو أكثر. وبلغ متوسط حجم الأسرة المعيشية 2.34، أما متوسط حجم العائلات فبلغ 2.86.
بلغ العمر الوسطي للسكان 39.3 عاماً. وكانت نسبة 23.5% من القاطنين تحت سن الثامنة عشر، وكانت نسبة 8.7% بين الثامنة عشر والرابعة والعشرين عاماً، ونسبة 25% كانت واقعةً في الفئة العمرية ما بين الخامسة والعشرين والرابعة والأربعين عاماً، ونسبة 25.6% كانت ما بين الخامسة والأربعين والرابعة والستين، ونسبة 17.2% كانت ضمن فئة الخامسة والستين عاماً فما فوق. وتوزع التركيب الجنسي للسكان بنسبة 47.8% ذكور و52.2% إناث.